# Sekwati
Sekwati était le roi des Maroteng, plus tard appelés les Pedi, au XIXe siècle.

## Histoire
Son règne s’est essentiellement focalisé sur la reconstruction du royaume des Pedi, à la suite du Mfecane engendré par les conquêtes du roi Chaka, et le maintien de relations pacifiques avec les Boers et les chefferies voisines dans le nord-est du Transvaal. Il est le père de Sekhukhune Ier qui prit le pouvoir par la force, et de Mampuru II, son successeur légitime.
À la mort de son père, Thulare I, en 1824, le royaume pedi est dans un état calamiteux en raison des troubles causés par le Mfecane ("l’écrasement") ou Difeqane ("l’éparpillement") dû à la double invasion des troupes de Chaka et des Voortrekkers dans le Transvaal. Sekwati arrive au pouvoir après la mort de ses frères aînés, tués lors de raids des guerriers matabeles de Mzilikazi et d’autres envahisseurs zoulous. Pour contrer le harcèlement de ses puissants voisins Swazis et Zoulous, il déplace sa capitale de Phiring à Thaba Mosego sur les pentes des montagnes Leolo où il construit des murs fortifiés pour repousser les attaques.